# Eoacantonodella
Eoacantonodella is een geslacht van uitgestorven kreeftachtigen uit de klasse van de Ostracoda (mosselkreeftjes).

## Soort
- Eoacantonodella zaspeloyae Copeland, 1989 †